# ホワイト☆ハル
ホワイト☆ハル（1976年7月24日 - ）は、日本の女性歌手である。旧芸名、宇山ハルコ、結城麗。千葉県松戸市出身。
主にアニメ、特撮、キッズソングなどの楽曲でライブを中心に活動。らくご卓球クラブのメンバーである。
昭和のアニメソング、キッズソングの普及をおこなう『アニソン推進委員会　ホワイトぐみ』の代表もつとめる。
当初はシンガーソングライター「宇山ハルコ」としてアコースティックギターの引き語りライブを中心に活動。その後、アイドルユニット『アイ☆ドル戦隊ヴォイスキャット』『アイ☆ドル戦隊ビートエンジェル』のメンバー「ホワイト」として活動していた。
アニメ ロボタク 2017年
『ロボタクの歌』作詞・作曲・歌唱
北海道 西神楽駅 市川農場
オーガニック米ゆきひかり
『ゆきひかりの歌』作詞・歌唱
奉仕団体
国際協会ライオンズクラブ
100周年コンペティション
グランプリ 『～永遠に～ZERO TO ONE』

## ディスコグラフィ
- PCゲームソフト『REVENGERS　聖都奪還』（REAL・1997）　主題歌『この奇跡の果てに』（「結城麗」名義）
- アルバム『eight stars』（Victor・2002）、『Blieve in my love』『I wish』（Wizard「HARUKO」名義）[2][3]
- アルバム『Calypso　Frelimode』、『say love you』（「結城麗」名義）
- アルバム『びっくり！しゃっくり！これっきり！コンピレーションアルバムVOl.1』、『シャララバドゥラ！アイドル稼業は…』（『アイ☆ドル戦隊ヴォイスキャット』として参加）[3]